# 枡田慎太郎
枡田 慎太郎（ますだ しんたろう、1987年〈昭和62年〉7月8日 - ）は、京都府京都市伏見区出身の元プロ野球選手（外野手・内野手、右投左打）・コーチ、解説者、実業家 。

## 経歴

### プロ入り前
小学3年次から「サクセススポーツ少年団」で野球を始め、6年時には打順4番。中学時代は「京都田辺ボーイズ」に所属し、遊撃手として3年春に加登脇卓真らとともに全国制覇、また全日本に選ばれ主将を務める。
智辯学園高校に進学。ポジションは中堅手。2年夏の県予選で3試合連続本塁打を記録し全国屈指の強打者として名を上げる。3年夏は主将としてチームを率いたが、県大会1回戦で天理高校（同年県大会優勝）と当たり敗退。高校通算打率は4割以上、本塁打28本、チーム最高成績は2年夏の県大会ベスト4。2学年先輩には加治前竜一がいる。
2005年のNPB高校生ドラフト会議で、東北楽天ゴールデンイーグルスから4巡目で指名。契約金3,000万円、年俸600万円（金額は推定）という条件で入団した。入団当初の背番号は68。

### 楽天時代
2006年 - 2009年は外野手登録ではあるが中学以来の内野手に再挑戦し、2007年正式に内野手として登録された。二軍で打率.305、8本塁打の好成績を残し、サードを中心に内野の全ポジションで起用された。10月2日に一軍へ初昇格。翌日の北海道日本ハムファイターズ戦で「2番・二塁手」としてプロ初出場を果たし、4打数2安打・プロ初安打・初打点をあげる活躍で初めてお立ち台に上がりヒーローインタビューを受けた。また二軍での活躍が評価され、2007年度のイースタン・リーグ優秀選手賞を受賞した。

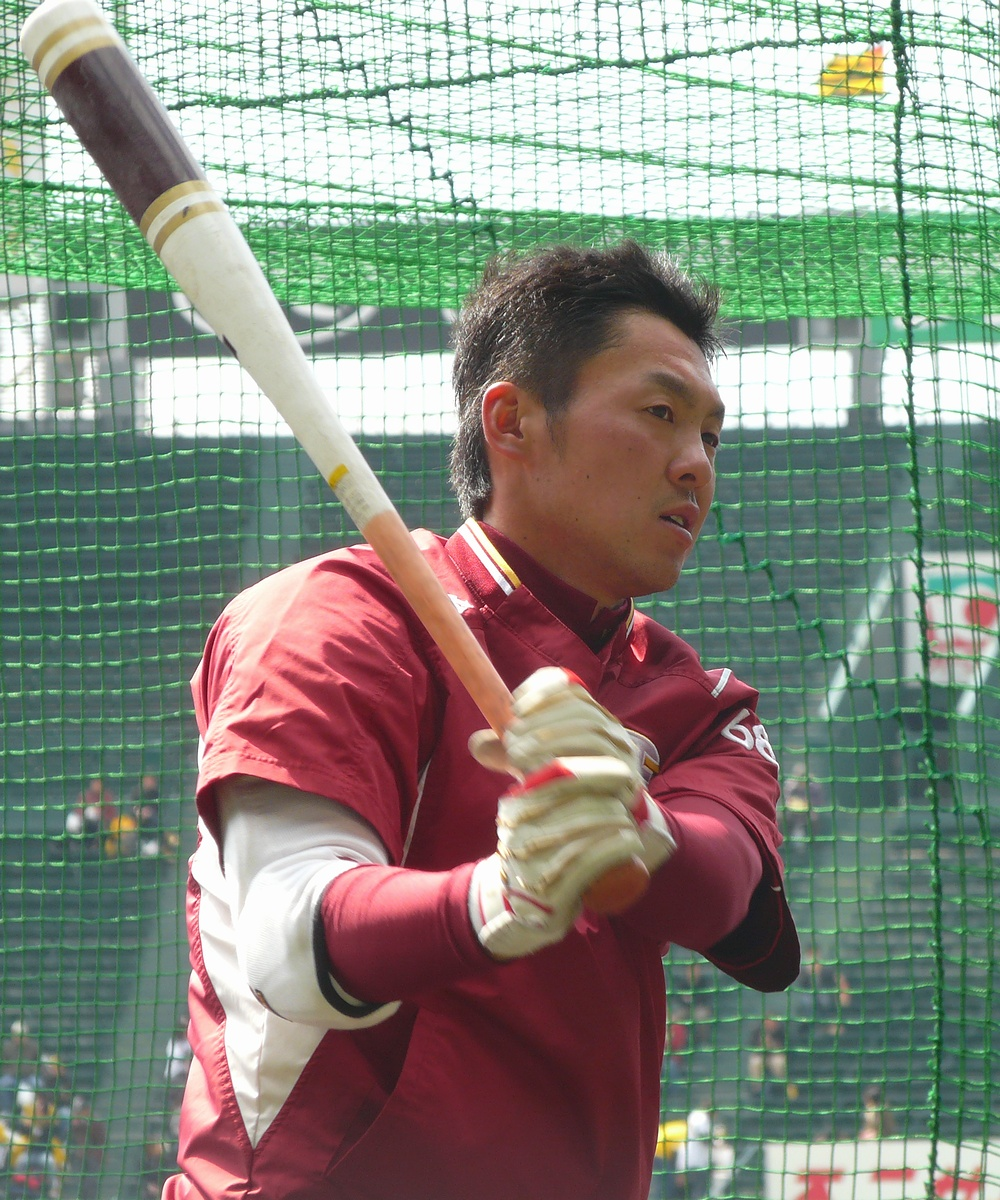

2007年8月4日に郡山市で開催されたうねめ祭りにチームメートらと参加。予定にはなかったが、パレードを先導するメインの大太鼓を打ち鳴らしスポットライトを浴びた。
2008年には初の開幕メンバー入りを果たすも出場機会に恵まれず二軍落ちし、その後聖澤諒や横川史学とともに一軍に昇格し、その日の試合で「2番・三塁手」で出場するも、バントの失敗などもあり再び二軍落ちした。二軍では打率.252、球団トップの9本塁打を打ち、セカンド・サード・ショートをそれぞれ20試合以上守った。ハワイ・ウィンターリーグでは日本人トップの打率.291を出すなど活躍した。2009年も二軍ではチームトップタイの11本塁打を放ち、内野の全ポジションを守るなどユーティーリティーぶりを発揮したが打率が.225と低迷してしまい、一軍では2年連続の安打なしに終わった。
2010年9月21日の千葉ロッテマリーンズ戦では全4打席で出塁し、マーティ・ブラウン監督から高評価を得た。ファースト・セカンド・サード・ショート・レフトの5ポジションでのスタメン出場を果たし、自己最多の出場機会を得た。シーズン終了後には、台湾で開催された第17回IBAFインターコンチネンタルカップの日本代表に選ばれた。2011年のシーズン終了後、背番号が「32」に変更となった。
2012年5月23日の中日ドラゴンズ戦（Kスタ宮城）でプロ初本塁打を、7月10日のオリックス・バファローズ戦（Kスタ宮城）ではプロ初のサヨナラ本塁打を放つ。7月13日の日本ハム戦（Kスタ宮城）でプロ初の4番として起用される。しかし、9月5日の日本ハム戦（東京ドーム）で帰塁の際に左膝を痛め途中交代、左膝後十字靱帯の部分損傷と診断され、残りのシーズンを棒に振った。打席数は少なかったものの、打率.295、5本塁打、OPS.783と結果を残した。星野仙一監督に打撃力を買われ、守備のまずさを我慢して起用され結果を残したことから「星野チルドレン」とも呼ばれた。かつてコーチとして彼を指導した大久保博元によると、この年のある試合の守備ではライト前ヒットであるにもかかわらずセンターに向かって走った失態を犯したという。
2013年は開幕戦に「3番・左翼手」として出場するも、4月中旬に二軍落ちとなった。二軍では5月2日の試合で死球を受け、右手の甲を骨折。再昇格は7月までずれ込んだ。再昇格以降は「6番・左翼手」 として定着し、特に7月と8月は連続で月間打率3割を超えるなど大活躍。通年では8本塁打、47打点、得点圏打率.364と楽天初のリーグ優勝・日本一に貢献した。
2014年1月22日に、登録ポジションを内野手から外野手へ戻すことが球団から発表された。開幕から左翼手として起用されたが、4月終了時点で打率.193と打撃不振に陥る。8月こそ10試合の出場ながらやや上向いたが、前年より成績を悪化させてシーズンを終える。
2015年は、5月に一時期ながら打率が3割に達するなど好調さを見せたが、同月31日の読売ジャイアンツ戦でファウルを打った際に右手を骨折し抹消。8月に復帰後は25打席で3安打しか打てず、再び抹消された。
2016年は開幕から主に代打として出場。5月28日時点で打率.353と好調であったため、翌29日の日本ハム戦では5番指名打者として先発出場し、交流戦では4番出場の機会があった。6月25日のソフトバンク戦で東浜巨から代打逆転2点本塁打を放った以降は不振となり、8月6日に抹消。以後出場はなかった。
2017年は6月になってから登録されて以降、抹消を繰り返した。前年より出場試合数は減ったが、一塁手のスターティングメンバーとして起用されることがあったため打席数は増加した。しかし打率.169、1本塁打という結果に終わる。クライマックスシリーズ・ファーストステージでは指名打者として起用され、第3戦で本塁打を放った。
2018年は33試合の出場に留まり、10月29日に球団から来期の契約を結ばないことを通告された。11月13日にタマホームスタジアム筑後で行われた12球団合同トライアウトに参加し、シート打撃で2安打と結果を残した。「独立リーグや社会人ではプレーせず、プロからの誘いがなければ現役を引退する」と覚悟を決め、ロッテが獲得を検討していることも報じられたが結局獲得は見送られ、11月26日、球団より枡田の現役引退が発表された。

### 現役引退後
「今まで野球以外の仕事に就いたことも、そのような仕事を知ることもなかった。『アルバイトを経験することも大事かな』って思う」という理由で、2019年に仙台市内のゴルフショップへアルバイトスタッフとして勤務。楽天のOBとして、BS12プロ野球中継の楽天戦中継に副音声のゲストとして招かれることもあった。飲食店のアルバイトスタッフを経て、2020年からは、同市内で実業家として活動。知人が営むレンタカーサービスの営業、マイナスイオン生成器の販売代理業、飲食店のデリバリーサービス業に携わっている。同年8月からは、東北放送が制作する楽天戦中継に、野球解説者として本数契約扱いで出演。
その一方で、仙台ポニーリーグで中学生の選手を指導。2020年2月7日付で日本学生野球協会から学生野球資格回復の適性を認定されたことによって、同協会に加盟する大学・高校の野球部で指導できるようになったため、同年6月23日付で地元の進学校・宮城県仙台第一高等学校硬式野球部のコーチに就任した。
2020年8月下旬にはYouTubeチャンネル「枡田慎太郎のなんでやねん東北!?」を開設。
2022年にはコーチ業の傍ら仙台市青葉区でおでん屋を開業した。
2024年11月26日、ベースボール・チャレンジ・リーグ（ルートインBCリーグ）の埼玉武蔵ヒートベアーズが、枡田がコーチとして入団することを発表した。

## 選手としての特徴

### 打撃
楽天の打撃コーチを大久保博元が務めていた時期には、内角球をさばく技術を大久保から賞賛されている。2012年は左投手相手に打率.237、OPS.595と苦手にした。

### 守備
中学時代は遊撃手であったが守備にあまり自信が持てず、また打撃に集中するために、高校から中堅手に転向。プロ入団時の登録も外野手となった。しかしプロに入る際にスカウトからは「選手としての幅が拡がるから」という勧めを受けており、内野手に再挑戦することも視野に入れていた。入団2年目から内野手登録となるが、ジャッグル癖が抜けないなど、守備面での課題は多かった。
ちなみに、楽天が日本シリーズを初めて制した2013年には、主に左翼手として公式戦へ出場。2014年には、登録ポジションを7年振りに外野手へ戻した。

## 人物
楽天での同期で現役時代のチームメイトで背番号が連番(32、33)だった銀次と親交が深く、一緒にカラオケなどに行くこともある。銀次によれば、枡田はケツメイシの大ファンなのでカラオケのレパートリーもそれが多いという。2012年の春季キャンプでは阿部俊人と合わせて3人で「どろんこ三兄弟」と呼ばれた。
男気溢れる豪快な性格で、楽天の選手時代には、後輩からは「兄貴分」として慕われていた。2018年に楽天から戦力外通告を受けた後も、秋季キャンプで挨拶するなど礼節を重んじた。
現役からの引退後に仙台第一高校硬式野球部のコーチへ就任したのは、同部OB会からの要請による。就任に際しては、「どろんこ三兄弟」の名付け親である星野仙一（当時の楽天一軍監督）を引き合いに出しながら、「グラウンドでは選手に厳しくても、プライベートでは優しく接することができるほど愛情の深い指導者になりたい」との抱負を述べた。

## 詳細情報

### 年度別打撃成績
| 年 度     | 球 団     | 試 合 | 打 席 | 打 数 | 得 点 | 安 打 | 二 塁 打 | 三 塁 打 | 本 塁 打 | 塁 打 | 打 点 | 盗 塁 | 盗 塁 死 | 犠 打 | 犠 飛 | 四 球 | 敬 遠 | 死 球 | 三 振 | 併 殺 打 | 打 率 | 出 塁 率 | 長 打 率 | O P S |
| --------- | --------- | ----- | ----- | ----- | ----- | ----- | -------- | -------- | -------- | ----- | ----- | ----- | -------- | ----- | ----- | ----- | ----- | ----- | ----- | -------- | ----- | -------- | -------- | ----- |
| 2007      | 楽天      | 3     | 12    | 11    | 1     | 5     | 1        | 0        | 0        | 6     | 2     | 0     | 0        | 1     | 0     | 0     | 0     | 0     | 2     | 0        | .455  | .455     | .545     | 1.000 |
| 2008      | 楽天      | 2     | 5     | 4     | 0     | 0     | 0        | 0        | 0        | 0     | 0     | 0     | 0        | 1     | 0     | 0     | 0     | 0     | 1     | 0        | .000  | .000     | .000     | .000  |
| 2009      | 楽天      | 2     | 4     | 3     | 0     | 0     | 0        | 0        | 0        | 0     | 0     | 0     | 0        | 0     | 0     | 1     | 0     | 0     | 2     | 0        | .000  | .250     | .000     | .250  |
| 2010      | 楽天      | 17    | 54    | 48    | 7     | 10    | 3        | 0        | 0        | 13    | 1     | 0     | 0        | 0     | 0     | 6     | 0     | 0     | 13    | 0        | .208  | .296     | .271     | .567  |
| 2011      | 楽天      | 14    | 30    | 26    | 3     | 3     | 1        | 0        | 0        | 4     | 4     | 0     | 0        | 2     | 1     | 1     | 0     | 0     | 10    | 0        | .115  | .143     | .154     | .297  |
| 2012      | 楽天      | 79    | 290   | 254   | 29    | 75    | 14       | 3        | 5        | 110   | 32    | 1     | 1        | 7     | 5     | 19    | 2     | 5     | 56    | 2        | .295  | .350     | .433     | .783  |
| 2013      | 楽天      | 86    | 311   | 268   | 32    | 73    | 17       | 0        | 8        | 114   | 47    | 1     | 0        | 1     | 6     | 33    | 1     | 3     | 81    | 2        | .272  | .352     | .425     | .777  |
| 2014      | 楽天      | 71    | 251   | 210   | 25    | 46    | 9        | 0        | 5        | 70    | 31    | 3     | 1        | 1     | 2     | 35    | 0     | 3     | 66    | 8        | .219  | .336     | .333     | .669  |
| 2015      | 楽天      | 28    | 94    | 82    | 7     | 19    | 2        | 1        | 2        | 29    | 7     | 3     | 1        | 0     | 0     | 12    | 0     | 0     | 24    | 3        | .232  | .330     | .354     | .683  |
| 2016      | 楽天      | 45    | 66    | 54    | 5     | 15    | 1        | 0        | 1        | 19    | 6     | 3     | 0        | 0     | 0     | 11    | 0     | 1     | 23    | 1        | .278  | .409     | .352     | .761  |
| 2017      | 楽天      | 32    | 77    | 71    | 7     | 12    | 4        | 0        | 1        | 19    | 4     | 1     | 0        | 0     | 0     | 6     | 0     | 0     | 23    | 1        | .169  | .234     | .268     | .501  |
| 2018      | 楽天      | 33    | 70    | 62    | 7     | 11    | 4        | 0        | 3        | 24    | 13    | 0     | 0        | 0     | 1     | 6     | 1     | 1     | 14    | 2        | .177  | .257     | .387     | .644  |
| NPB：12年 | NPB：12年 | 412   | 1264  | 1093  | 123   | 269   | 56       | 4        | 25       | 408   | 147   | 12    | 3        | 13    | 15    | 130   | 4     | 13    | 315   | 19       | .246  | .329     | .373     | .703  |

### 年度別守備成績
内野守備
| 年 度 | 一塁  | 一塁  | 一塁  | 一塁  | 一塁  | 一塁     | 二塁  | 二塁  | 二塁  | 二塁  | 二塁  | 二塁     | 三塁  | 三塁  | 三塁  | 三塁  | 三塁  | 三塁     | 遊撃  | 遊撃  | 遊撃  | 遊撃  | 遊撃  | 遊撃     |
| 年 度 | 試 合 | 刺 殺 | 補 殺 | 失 策 | 併 殺 | 守 備 率 | 試 合 | 刺 殺 | 補 殺 | 失 策 | 併 殺 | 守 備 率 | 試 合 | 刺 殺 | 補 殺 | 失 策 | 併 殺 | 守 備 率 | 試 合 | 刺 殺 | 補 殺 | 失 策 | 併 殺 | 守 備 率 |
| ----- | ----- | ----- | ----- | ----- | ----- | -------- | ----- | ----- | ----- | ----- | ----- | -------- | ----- | ----- | ----- | ----- | ----- | -------- | ----- | ----- | ----- | ----- | ----- | -------- |
| 2007  | -     | -     | -     | -     | -     | -        | 3     | 11    | 7     | 0     | 4     | 1.000    | -     | -     | -     | -     | -     | -        | -     | -     | -     | -     | -     | -        |
| 2008  | -     | -     | -     | -     | -     | -        | -     | -     | -     | -     | -     | -        | 2     | 1     | 2     | 0     | 1     | 1.000    | -     | -     | -     | -     | -     | -        |
| 2009  | -     | -     | -     | -     | -     | -        | 1     | 2     | 4     | 0     | 2     | 1.000    | 1     | 0     | 1     | 0     | 0     | 1.000    |       |       |       |       |       |          |
| 2010  | 3     | 8     | 0     | 0     | 0     | 1.000    | 7     | 10    | 15    | 0     | 3     | 1.000    | 4     | 0     | 4     | 0     | 0     | 1.000    | 3     | 1     | 9     | 0     | 2     | 1.000    |
| 2011  | -     | -     | -     | -     | -     | -        | -     | -     | -     | -     | -     | -        | 5     | 2     | 8     | 0     | 0     | 1.000    | 7     | 4     | 7     | 0     | 2     | 1.000    |
| 2012  | 29    | 201   | 13    | 0     | 14    | 1.000    | 1     | 0     | 1     | 0     | 0     | 1.000    | 27    | 16    | 44    | 1     | 3     | .984     | 22    | 22    | 39    | 8     | 8     | .884     |
| 2013  | 6     | 21    | 0     | 0     | 2     | 1.000    | -     | -     | -     | -     | -     | -        | -     | -     | -     | -     | -     | -        | -     | -     | -     | -     | -     | -        |
| 2014  | 22    | 176   | 16    | 1     | 10    | .995     | -     | -     | -     | -     | -     | -        | -     | -     | -     | -     | -     | -        | -     | -     | -     | -     | -     | -        |
| 2017  | 20    | 107   | 5     | 1     | 8     | .991     | -     | -     | -     | -     | -     | -        | -     | -     | -     | -     | -     | -        | -     | -     | -     | -     | -     | -        |
| 2018  | 4     | 10    | 0     | 0     | 1     | 1.000    | -     | -     | -     | -     | -     | -        | -     | -     | -     | -     | -     | -        | -     | -     | -     | -     | -     | -        |
| 通算  | 84    | 523   | 34    | 2     | 35    | .996     | 12    | 23    | 27    | 0     | 9     | 1.000    | 39    | 19    | 59    | 1     | 4     | .987     | 32    | 27    | 55    | 8     | 12    | .911     |

外野守備
| 年 度 | 外野  | 外野  | 外野  | 外野  | 外野  | 外野     |
| 年 度 | 試 合 | 刺 殺 | 補 殺 | 失 策 | 併 殺 | 守 備 率 |
| ----- | ----- | ----- | ----- | ----- | ----- | -------- |
| 2010  | 4     | 7     | 0     | 0     | 0     | 1.000    |
| 2012  | 2     | 2     | 0     | 1     | 0     | .667     |
| 2013  | 80    | 99    | 3     | 2     | 1     | .981     |
| 2014  | 43    | 68    | 1     | 1     | 0     | .986     |
| 2015  | 21    | 17    | 0     | 1     | 0     | .944     |
| 2018  | 4     | 4     | 0     | 0     | 0     | 1.000    |
| 通算  | 154   | 197   | 4     | 5     | 0     | .976     |

### 表彰
- 月間サヨナラ賞：1回 （2012年7月）
- イースタンリーグ優秀選手賞：1回 （2007年）

### 記録
- 初出場・初先発出場：2007年10月3日、対北海道日本ハムファイターズ24回戦（フルキャストスタジアム宮城）、2番・二塁手で先発出場
- 初打席：同上、1回裏にライアン・グリンから遊撃ゴロ
- 初安打：同上、3回裏にライアン・グリンから左前安打
- 初打点：同上、7回裏に吉川光夫から左越2点適時二塁打
- 初本塁打：2012年5月23日、対中日ドラゴンズ1回戦（日本製紙クリネックススタジアム宮城）、5回裏に中田賢一から右越2ラン
- 初盗塁：2012年7月13日、対北海道日本ハムファイターズ10回戦（宮城球場）、1回裏に二盗（投手：斎藤佑樹、捕手：近藤健介）

### 背番号
- 68 （2006年 - 2011年）
- 32 （2012年 - 2018年、2025年 - ）

### 登場曲
- 「One Love/People Get Ready」Bob Marley（2007年）
- 「JAPAN」長渕剛（2008年）
- 「anything」JOJO（2009年）
- 「Changes」2pac（2010年）
- 「Stupid Girls」P!NK（2011年）
- 「君とつくる未来」ケツメイシ（2012年 - 2013年途中）
- 「Everything (It's you)」Mr.Children（2013年途中 - ）

### 代表歴
- 第17回IBAFインターコンチネンタルカップ日本代表